# Toni Collette
Antonia Collette (Blacktown, Nueva Gales del Sur; 1 de noviembre de 1972), conocida como Toni Collette, es una actriz y productora australiana. Conocida por su trabajo en televisión y películas independientes, ha recibido varios galardones, entre ellos un Globo de Oro, un Premio Primetime Emmy y cinco Premios AACTA, con nominaciones a un Premio de la Academia y un Premio Tony.
Collette hizo su debut cinematográfico en la película Spotswood (1992). Su papel decisivo se produjo en la comedia dramática La boda de Muriel (1994), que le valió una nominación al Globo de Oro y le valió el premio AACTA a la mejor actriz en un papel principal. Collette recibió más elogios por su papel en el thriller El sexto sentido (1999), por el que recibió una nominación al Premio de la Academia a la mejor actriz de reparto. Recibió nominaciones al premio BAFTA por sus actuaciones en la comedia romántica About a Boy (2002) y la comedia dramática Little Miss Sunshine (2006). Otras películas de Collette incluyen Emma (1996), Velvet Goldmine (1998), The Hours (2002), Japanese Story (2003), In Her Shoes (2005), Fright Night (2011), The Way, Way Back (2013), Krampus (2015), Hereditary (2018), Knives Out (2019), I'm I'm Thinking of Ending Things (2020) y Nightmare Alley (2021).
En televisión, protagonizó la serie de comedia dramática United States of Tara (2008-2011), ganando el premio Primetime Emmy a la mejor actriz principal en una serie de comedia. Otros papeles nominados al Emmy incluyen la miniserie de Netflix Unbelievable (2019)  y la miniserie de HBO Max The Staircase (2022). Hizo su debut en Broadway en The Wild Party (2000), obteniendo una nominación al Premio Tony a la Mejor Actriz en un Musical.
Como cantante principal de Toni Collette & the Finish, escribió las 11 pistas de su único álbum, Beautiful Awkward Pictures (2006). La banda realizó una gira por Australia, pero no ha actuado ni lanzado ningún material nuevo desde 2007. Collette y Jen Turner cofundaron la productora cinematográfica Vocab Films en 2017.

## Biografía
Toni Collette es hija de Bob Collette, camionero, y de Judy Collette, trabajadora de una empresa de mensajería. Es la mayor de tres hermanos. Toni comenzó su carrera como actriz en el instituto, y apareció en diversas obras teatrales estudiantiles. Posteriormente se matriculó en el National Institute of Dramatic Art (NIDA), de Sídney, que, tras estudiar dos cursos, abandonó para comenzar a interpretar representaciones teatrales.

## Trayectoria
Saltó a la fama al protagonizar Muriel's Wedding (1994), una fábula social en tono de amarga comedia dirigida por P. J. Hogan. Para el papel tuvo que engordar en pocas semanas más de 18 kilos. En esa época tenía 22 años, y dicha película le valió una nominación al Globo de Oro como mejor actriz de comedia.
Más tarde, la actriz australiana logró debutar en Hollywood, compartiendo protagonismo con Gwyneth Paltrow y David Schwimmer en Mi desconocido amigo (The Pallbearer - 1996) , dirigida por Matt Reeves. Tras aparecer en películas como Emma (1996), adaptación de la novela de Jane Austen que dirigió Douglas McGrath, o Velvet Goldmine (1998), filme dirigido por Todd Haynes, 
Toni intervino en The Sixth Sense (1998), película de suspense de M. Night Shyamalan que se convirtió en la sensación del año y por el que sería nominada al Oscar a la mejor actriz de reparto. 
En 2001 grabó About a Boy (2002) junto con Hugh Grant. Interpretó a Fiona Brewer, la madre del excéntrico Marcus (Nicholas Hoult) una mujer con depresión que intenta suicidarse. El crítico Daniel Saney de Digital Spy dijo que estaba "tan impresionante como siempre", mientras que Sheila Johnston de Screen Daily elogió su "poderosa presencia".  Fue nominada al Premio BAFTA a la mejor actriz de reparto y ganó el premio de la Sociedad de Críticos de Cine de Boston a la mejor actriz de reparto.
Protagonizó Little Miss Sunshine (2006), una road movie de comedia dramática sobre el viaje de una familia a un concurso de belleza infantil. Se estrenó en el Festival de Cine de Sundance.   La película recibió elogios de la crítica, lo que resultó en sus segundas nominaciones al BAFTA y al Globo de Oro.
Collette también se ha dedicado a la música y tiene en su haber un disco titulado Beautiful Awkward Pictures, lanzado por la compañía Hoola Hoop Records con la banda Toni Collette & The Finish, en la que su esposo toca la batería, y con la que se presentó en el famoso show musical Live Earth. Participó en la serie producida por Steven Spielberg: United States of Tara, donde interpreta a una mujer de familia con trastorno de identidad disociativo: la serie es una comedia estadounidense de humor negro, creada por Diablo Cody y protagonizada por Toni Collette, que fue estrenada en el canal por cable Showtime el 18 de enero de 2009. En 2011 estuvo en el 'remake' de la comedia de terror Noche de miedo, donde interpretó a la madre que cae bajo el hechizo del vampiro, estrenada en 2011.
Formó parte del elenco de la serie Hostages con el rol de Ellen Sanders, el papel principal. Fue emitida por la cadena Warner pero no se renovó una segunda temporada y la cancelaron. La misma trata sobre una familia que es mantenida rehén en su propia casa con motivo de la operación que Ellen está por realizarle al presidente de los Estados Unidos, en donde debe elegir entre salvar al presidente u obedecer a los secuestradores, consecuentemente salvar a su familia y matarlo.
Collette es dirigida por Clint Eastwood en la película estadounidense de suspense, cine judicial y drama Juror No. 2 (2024) protagonizada por Nicholas Hoult. En el mes de junio de 2023 se inició la grabación del filme en Savannah, Georgia y Los Ángeles, la última película en la carrera de Clint Eastwood como director y la número 40. Para Collette y Hoult, sería su reencuentro en pantalla grande 21 años después de interpretar a madre e hijo en About a Boy (2002). Eastwood se reunió con varios actores de primera fila en Hollywood y decidió que Hoult y Collette eran los candidatos ideales para interpretar a los protagonistas.

## Vida personal
Collette es vegetariana, practica yoga y le encanta realizar viajes espirituales a la India, es una ferviente defensora de los derechos de los animales y es miembro de la organización PETA.
Contrajo matrimonio en enero del año 2003 con Dave Galafassi, tienen dos hijos. Se divorciaron en 2022, tras 20 años juntos.  Toni Collette tiene dos hogares: uno en la República de Irlanda y otro en Australia.

## Discografía
Álbumes de estudio
- Toni Collette & the Finish: Beautiful Awkward Pictures (2006)

Bandas sonoras
- The Wild Party: A Decca Original Broadway Cast Album (2000) – Decca Broadway / Universal Music Group: "Best Friend", "Finale: The Wild Party", "People Like Us" (by Toni Collette y Yancey Arias), "Queenie Was a Blonde", "This Is What It Is", "Welcome to My Party" y "Wild Party"
- Connie and Carla: Music from the Motion Picture (2004) – Epic Records: "Airport Medley: Oklahoma / Superstar / Papa Can You Hear Me? / Memory", "Let Me Entertain You", "Maybe This Time", "Don't Rain on My Parade", "Medley: Everything's Alright / Don't Cry for Me", "I'm Gonna Wash That Man Right Outa My Hair", "There Is Nothing Like a Dame" y "Cabaret" (Nia Vardalos y Toni Collette)[12][13]
- Miss You Already (Original Motion Picture Soundtrack) (2015) – Sony Classical: "Hello Halo (Cooper Todd Remix)"  (David Galafassi, Toni Collette, Nathan Cooper y Benjamin Todd)[14]

## Filmografía

### Cine
| Año  | Película                            | Papel                          | Notas                        | Ref.          |
| ---- | ----------------------------------- | ------------------------------ | ---------------------------- | ------------- |
| 1992 | Spotswood                           | Wendy Robinson                 |                              | [ 15 ]        |
| 1994 | This Marching Girl Thing            | Cindy                          | Cortometraje                 | [ 16 ]        |
| 1994 | Muriel's Wedding                    | Muriel Heslop                  |                              | [ 15 ] [ 17 ] |
| 1995 | Arabian Knight                      | Princesa Yum Yum's Nanny Witch | Voz                          | [ 15 ] [ 16 ] |
| 1996 | Così (Adorable Locura)              | Julie                          |                              | [ 15 ] [ 16 ] |
| 1996 | The Pallbearer                      | Cynthia                        |                              | [ 15 ] [ 16 ] |
| 1996 | Emma                                | Harriet Smith                  |                              | [ 15 ] [ 17 ] |
| 1996 | Lilian's Story                      | Lilian Singer (joven)          |                              | [ 15 ] [ 16 ] |
| 1997 | Clockwatchers (Esperando la hora)   | Iris Chapman                   |                              | [ 15 ] [ 16 ] |
| 1997 | The James Gang                      | Julia Armstrong                |                              | [ 15 ] [ 16 ] |
| 1997 | Diana & Me                          | Diana Spencer                  |                              | [ 15 ] [ 16 ] |
| 1998 | The Boys                            | Michelle                       |                              | [ 15 ] [ 16 ] |
| 1998 | Velvet Goldmine                     | Mandy Slade                    |                              | [ 15 ] [ 17 ] |
| 1999 | 8½ Women                            | Griselda / Hermana Concordia   |                              | [ 17 ] [ 16 ] |
| 1999 | The Sixth Sense                     | Lynn Sear                      |                              | [ 17 ] [ 16 ] |
| 2000 | Shaft                               | Diane Palmieri                 |                              | [ 17 ] [ 16 ] |
| 2000 | Hotel Splendide                     | Kath                           |                              | [ 15 ] [ 16 ] |
| 2000 | The Magic Pudding                   | Meg Bluegum                    | Voz                          | [ 15 ] [ 16 ] |
| 2002 | Changing Lanes                      | Michelle                       |                              | [ 17 ] [ 16 ] |
| 2002 | About a Boy                         | Fiona Brewer                   |                              | [ 17 ] [ 16 ] |
| 2002 | Dirty Deeds                         | Sharon Ryan                    |                              | [ 15 ] [ 16 ] |
| 2002 | Las horas                           | Kitty                          |                              | [ 17 ] [ 16 ] |
| 2003 | Japanese Story                      | Sandy Edwards                  |                              | [ 17 ] [ 16 ] |
| 2004 | The Last Shot                       | Emily French                   |                              | [ 17 ] [ 16 ] |
| 2004 | Connie and Carla                    | Carla                          |                              | [ 17 ] [ 16 ] |
| 2005 | En sus zapatos                      | Rose Feller                    |                              | [ 17 ] [ 16 ] |
| 2006 | Little Miss Sunshine                | Sheryl Hoover                  |                              | [ 17 ] [ 16 ] |
| 2006 | The Night Listener                  | Donna D. Logand                |                              | [ 17 ] [ 16 ] |
| 2006 | Like Minds                          | Sally Rowe                     | También productora ejecutiva | .             |
| 2006 | The Dead Girl                       | Arden                          |                              | [ 17 ] [ 16 ] |
| 2007 | Evening                             | Nina Mars                      |                              | [ 17 ] [ 16 ] |
| 2007 | Towelhead                           | Melina Hines                   |                              | [ 15 ] [ 16 ] |
| 2008 | The Black Balloon                   | Maggie Mollison                | También productora ejecutiva | [ 17 ] [ 16 ] |
| 2008 | Hey, Hey, It's Esther Blueburger    | Mary                           | También productora ejecutiva | [ 17 ] [ 16 ] |
| 2009 | Mary and Max                        | Mary Daisy Dinkle              | Voz                          | [ 15 ] [ 16 ] |
| 2011 | Jesus Henry Christ                  | Patricia Herman                |                              | [ 15 ] [ 17 ] |
| 2011 | Fright Night                        | Jane Brewster                  |                              | [ 17 ] [ 16 ] |
| 2011 | Foster                              | Zooey                          |                              | [ 15 ]        |
| 2012 | Hitchcock                           | Peggy Robertson                |                              | [ 16 ]        |
| 2012 | Mental                              | Sharon "Shaz" Thornbender      |                              | [ 17 ] [ 16 ] |
| 2013 | The Way, Way Back                   | Pam                            |                              | [ 17 ] [ 16 ] |
| 2013 | Enough Said                         | Sarah                          |                              | [ 17 ] [ 16 ] |
| 2013 | Lucky Them                          | Ellie Klug                     |                              | [ 15 ] [ 17 ] |
| 2014 | A Long Way Down                     | Maureen Thompson               |                              | [ 17 ] [ 16 ] |
| 2014 | Tammy                               | Missi Jenkins                  |                              | [ 17 ] [ 16 ] |
| 2014 | Hector and the Search for Happiness | Agnes                          |                              | [ 17 ] [ 16 ] |
| 2014 | The Boxtrolls                       | Lady Portley-Rind              | Voz                          | [ 17 ] [ 16 ] |
| 2014 | Glassland                           | Jean                           |                              | [ 17 ] [ 16 ] |
| 2015 | Blinky Bill the Movie               | Beryl / Cheryl                 | Voces                        | [ 17 ] [ 16 ] |
| 2015 | Miss You Already                    | Milly                          |                              | [ 17 ] [ 16 ] |
| 2015 | Krampus                             | Sarah Engel                    |                              | [ 17 ] [ 16 ] |
| 2016 | Imperium                            | Angela Zamparo                 |                              | [ 17 ] [ 16 ] |
| 2017 | Jasper Jones                        | Ruth Bucktin                   |                              | [ 15 ]        |
| 2017 | xXx: Return of Xander Cage          | Jane Marke                     |                              | [ 17 ] [ 16 ] |
| 2017 | The Yellow Birds                    | Amy Bartle                     |                              | [ 15 ] [ 17 ] |
| 2017 | Fun Mom Dinner                      | Kate                           |                              | [ 15 ] [ 17 ] |
| 2017 | Unlocked                            | Emily Knowles                  |                              | [ 17 ] [ 16 ] |
| 2017 | Madame                              | Anne Fredericks                |                              | [ 17 ] [ 16 ] |
| 2017 | Please Stand By                     | Scottie                        |                              | [ 17 ]        |
| 2018 | Hereditary                          | Annie Graham                   | También productora ejecutiva | [ 17 ] [ 16 ] |
| 2018 | Hearts Beat Loud                    | Leslie                         |                              | [ 17 ] [ 16 ] |
| 2018 | Birthmarked                         | Catherine                      |                              | [ 15 ] [ 17 ] |
| 2019 | Velvet Buzzsaw                      | Gretchen                       |                              | [ 17 ]        |
| 2019 | Knives Out                          | Joni Thrombey                  |                              | [ 17 ] [ 16 ] |
| 2020 | Dream Horse                         | Jan Vokes                      |                              | [ 17 ]        |
| 2020 | I'm Thinking of Ending Things       | Suzie                          |                              | [ 18 ] [ 19 ] |
| 2021 | Stowaway                            | Marina Barnett                 |                              | [ 20 ]        |
| 2021 | El callejón de las almas perdidas   | Zeena Krumbein                 |                              | [ 21 ]        |
| 2023 | Mafia Mamma                         | Donna Kristin Balbano          |                              | [ 22 ]        |
| 2024 | Juror #2                            | Faith Killebrew                |                              | [ 23 ]        |
| 2025 | Mickey 17                           | Yifa                           |                              | [ 24 ]        |
| -    | Under the Stars                     | -                              |                              |               |
| -    | The Prima Donna                     | Livia Angelli                  |                              |               |

### Televisión
| Año     | Título                              | Papel                    | Notas                                         |               |
| ------- | ----------------------------------- | ------------------------ | --------------------------------------------- | ------------- |
| 1990    | A Country Practice                  | Tracy                    | Episodio: "The Sting: Part 1"                 | [ 25 ]        |
| 2001    | Dinner with Friends                 | Beth                     | Película para televisión                      | [ 15 ] [ 16 ] |
| 2006    | Tsunami: The Aftermath              | Kathy Graham             | Película para televisión                      | [ 16 ] [ 26 ] |
| 2009–11 | United States of Tara               | Tara Gregson             | Protagonista; también productora ejecutiva    | [ 16 ] [ 26 ] |
| 2012    | Rake                                | Premier Claudia Marshall | Episodio: "R vs Mohammed"                     | [ 27 ]        |
| 2013–14 | Hostages                            | Ellen Sanders            | 15 episodios                                  | [ 26 ]        |
| 2014    | Devil's Playground                  | Margaret Wallace         | Episodio: "I Will Bring Fire onto This Earth" | [ 28 ]        |
| 2018    | Wanderlust                          | Joy Richards             | Protagonista; también productura ejecutiva    | [ 29 ]        |
| 2019    | Unbelievable                        | Det. Grace Rasmussen     | Miniserie                                     | [ 26 ]        |
| 2021    | Odd Squad                           | Sand Queen               | Temporada final                               | [ 30 ]        |
| 2022    | Pieces of Her (serie de televisión) | Laura Oliver             | 8 episodios, (pos-producción)                 | [ 31 ] [ 32 ] |
| 2022    | The Staircase                       | Kathleen Peterson        | 8 episodios                                   | [ 33 ]        |
| -       | Tall Pines                          | Leanne                   | Miniserie; 8 episodios                        |               |

## Premios y distinciones
Premios Óscar
| Año  | Categoría               | Película        | Resultado |
| ---- | ----------------------- | --------------- | --------- |
| 2000 | Mejor actriz de reparto | The Sixth Sense | Nominada  |

Globo de Oro
| Año  | Categoría                                               | Película               | Resultado |
| ---- | ------------------------------------------------------- | ---------------------- | --------- |
| 1996 | Mejor actriz - Comedia o musical                        | Muriel's Wedding       | Nominada  |
| 2007 | Mejor actriz - Comedia o musical                        | Pequeña Miss Sunshine  | Nominada  |
| 2007 | Mejor actriz de reparto de serie, miniserie o telefilme | Tsunami: The Aftermath | Nominada  |
| 2010 | Mejor actriz de serie de TV - Comedia o musical         | United States of Tara  | Ganadora  |
| 2011 | Mejor actriz de serie de TV - Comedia o musical         | United States of Tara  | Nominada  |
| 2020 | Mejor actriz de reparto de serie, miniserie o telefilme | Unbelievable           | Nominada  |

Premios BAFTA
| Año  | Categoría               | Película              | Resultado |
| ---- | ----------------------- | --------------------- | --------- |
| 2003 | Mejor actriz de reparto | About a Boy           | Nominado  |
| 2007 | Mejor actriz de reparto | Pequeña Miss Sunshine | Nominado  |

Primetime Emmy
| Año  | Categoría                                         | Trabajo                | Resultado |
| ---- | ------------------------------------------------- | ---------------------- | --------- |
| 2007 | mejor actriz de reparto - Miniserie o telefilme   | Tsunami: The Aftermath | Nominada  |
| 2009 | Mejor actriz protagonista en una serie de comedia | United States of Tara  | Ganadora  |
| 2010 | Mejor actriz protagonista en una serie de comedia | United States of Tara  | Nominada  |
| 2020 | mejor actriz de reparto - Miniserie o telefilme   | Unbelievable           | Nominada  |
| 2022 | Mejor actriz - Miniserie o telefilme              | La escalera            | Nominada  |

Satellite Awards
| Año  | Categoría                               | Película              | Resultado |
| ---- | --------------------------------------- | --------------------- | --------- |
| 2000 | Mejor Actriz de reparto - Drama         | The Sixth Sense       | Nominada  |
| 2005 | Mejor Actriz - Drama                    | En sus zapatos        | Nominada  |
| 2006 | Mejor Actriz - Comedia/Musical          | Pequeña Miss Sunshine | Nominada  |
| 2009 | Mejor Actriz de Serie - Comedia/Musical | United States of Tara | Nominada  |
| 2010 | Mejor Actriz de Serie - Comedia/Musical | United States of Tara | Nominada  |

Premios Tony
| Año  | Categoría                            | Trabajo        | Resultado |
| ---- | ------------------------------------ | -------------- | --------- |
| 2000 | Mejor actriz principal en un musical | The Wild Party | Nominada  |